# Lewis Allaire Scott
Lewis Allaire Scott (* 11. Februar 1759; † 17. März 1798) war ein US-amerikanischer Politiker.

## Werdegang
Lewis Allaire Scott, Sohn von Helena Rutgers und John Morin Scott, wurde während der Regierungszeit von König Georg II. geboren. Seine Jugend war vom Unabhängigkeitskrieg überschattet. Am 18. Januar 1785 heiratete er Julianna Sitgreaves, Schwester des Kongressabgeordneten Samuel Sitgreaves. Ihr Sohn war der Bürgermeister von Philadelphia (Pennsylvania) John Morin Scott (1789–1858). Lewis Allaire Scott wurde 1784 Secretary of State von New York – ein Posten, den er bis zu seinem Tod innehatte. Er wurde bei der Trinity Church in New York City beigesetzt.